# Кубок Украины по футболу 1994/1995
В четвертом розыгрыше Кубка Украины по футболу сезона 1994/95 года приняли участие 107 команд. Проходил с 21 августа 1994 года по 28 мая 1995 года.

## Участники
| Клубы высшей лиги: - «Верес» (Ровно) - «Волынь» (Луцк) - «Динамо» (Киев) - «Днепр» (Днепропетровск) - «Заря-МАЛС» (Луганск) - «Карпаты» (Львов) - «Кремень» (Кременчуг) - «Кривбасс» (Кривой Рог) - «Металлург» (Запорожье) - «Нива» (Винница) - «Нива» (Тернополь) - «Прикарпатье» (Ивано-Франковск) - «Таврия» (Симферополь) - «Темп» (Шепетовка) - «Торпедо» (Запорожье) - «Черноморец» (Одесса) - «Шахтёр» (Донецк) - «Эвис» (Николаев) | Клубы первой лиги: - «Бажановец» (Макеевка) - «Борисфен» (Борисполь) - «Буковина» (Черновцы) - «Ворскла» (Полтава) - «Динамо-2» (Киев) - «Днепр» (Черкассы) - «Закарпатье» (Ужгород) - «Звезда-НИБАС» (Кировоград) - «Карпаты» (Мукачево) - «Кристалл» (Чортков) - «Металлург» (Никополь) - «Металлист» (Харьков) - «Нефтяник» (Ахтырка) - «Нефтехимик» (Кременчуг) - СК «Одесса» - «Подолье» (Хмельницкий) - «Полиграфтехника» (Александрия) - «СБТС» (Сумы) - «Скала» (Стрый) - «Сталь» (Алчевск) - «Химик» (Житомир) - «Химик» (Северодонецк) | Клубы второй лиги: - «Азовец» (Мариуполь) - «Артания» (Очаков) - «Виктор» (Запорожье) - «Газовик» (Комарно) - «Гарант» (Донецк) - «Галичина» (Дрогобыч) - «Динамо» (Луганск) - «Динамо» (Саки) - «Десна» (Чернигов) - «Дружба» (Бердянск) - ФК «Львов» - «Медита» (Шахтёрск) - «Мелиоратор» (Каховка) - «Металлург» (Керчь) - «Рось» (Белая Церковь) - «Сириус» (Желтые Воды) - «Таврия» (Херсон) - «Титан» (Армянск) - «Чайка» (Севастополь) - «Черноморец-2» (Одесса) - «Шахтёр» (Павлоград) - «Явор» (Краснополье) | Клубы третьей лиги - «Авангард» (Жидачов) - «Авангард» (Ровеньки) - «Адвис» (Хмельницкий) - «Вагоностроитель» (Кременчуг) - «Днестр» (Залещики) - «Днестровец» (Белгород-Днестровский) - «Керамик» (Барановка) - «Лада» (Черновцы) - «ЛАЗ» (Львов) - «Металлург» (Новомосковск) - «Меховик» (Тысменица) - «Нива» (Мироновка) - «Оскол» (Купянск) - «Система-Борекс» (Бородянка) - «Сула» (Лубны) - «Таврия» (Новотроицкое) - «Торпедо» (Мелитополь) - «Трансимпекс» (Вишневое) - «Фетровик» (Хуст) - «ЦСКА» (Киев) - «Шахтёр» (Горловка) - «Шахтёр» (Стаханов) |

| Обладатели кубков областей: - «Авангард» (Мерефа), Харьковская область - «Бактянец» (Бадалово), Закарпатская область - «Бескид» (Надворная), Ивано-Франковская область - «Карпаты» (Черновцы), Черновицкая область - «Колос» (Карапыши), Киевская область - «Кристалл» (Дубно), Ровенская область - «Локомотив» (Знаменка), Кировоградская область - «Локомотив» (Конотоп), Сумская область - «Локомотив» (Смела), Черкасская область - «Металлург» (Кривой Рог), Днепропетровская область - «Нива» (Нечаяное), Николаевская область - «Нива-Виктор» (Новониколаевка), Запорожская область - «Смена-Оболонь» (Киев), Киев - «Первомаец» (Первомайское), Одесская область - «Пищевик» (Белозерка), Херсонская область - «Подшипник» (Луцк), Волынская область - «Родина» (Первомайск), Луганская область - «Сокол» (Великие Гаи), Тернопольская область - «Сокол» (Золочев), Львовская область - «Химик-Нива-2» (Винница), Винницкая область - «Чайка» (Охотниково), Автономная Республика Крым - «Шаг» (Житомир), Житомирская область - «Энергетик» (Нетешин), Хмельницкая область |

## 1/128 финала
Игры состоялись 21 августа 1994 года
| Команда 1                      | Счёт         | Команда 2                            |
| ------------------------------ | ------------ | ------------------------------------ |
| Меховик (Тысменица)            | 2:0          | «Авангард» (Жидачов)                 |
| «Бактянец» (Бадалово)          | 0:2          | «Галичина» (Дрогобыч)                |
| «Бескид» (Надворная)           | 1:1 (п. 3:1) | «ЛАЗ» (Львов)                        |
| «Карпаты» (Черновцы)           | 0:2          | «Фетровик» (Хуст)                    |
| «Кристалл» (Дубно)             | 2:4          | «Адвис» (Хмельницкий)                |
| «Подшипник» (Луцк)             | 7:1          | «Сокол» (Золочев)                    |
| «Сокол» (Великие Гаи)          | 0:3          | «Газовик» (Комарно)                  |
| «Лада» (Черновцы)              | 2:0          | «Днестр» (Залещики)                  |
| «Шаг» (Житомир)                | 6:0          | «Энергетик» (Нетешин)                |
| «Колос» (Карапыши)             | 1:2          | «Керамик» (Барановка)                |
| «Химик-Нива-2» (Винница)       | 1:0          | «Трансимпекс» (Вишневое)             |
| «Смена-Оболонь» (Киев)         | 3:0          | «Сула» (Лубны)                       |
| «Локомотив» (Смела)            | 0:2          | «Нива» (Мироновка)                   |
| «Локомотив» (Знаменка)         | 1:0          | «Вагоностроитель» (Кременчуг)        |
| «Первомаец» (Первомайское)     | 1:4          | «Днестровец» (Белгород-Днестровский) |
| «Локомотив» (Конотоп)          | -:+          | «Система-Борекс» (Бородянка)         |
| «Авангард» (Мерефа)            | 1:0          | «Металлург» (Новомосковск)           |
| «Нефтехимик» (Кременчуг)       | 1:0          | «Нефтяник» (Ахтырка)                 |
| «Металлург» (Кривой Рог)       | 1:0          | «Оскол» (Купянск)                    |
| «Нива-Виктор» (Новониколаевка) | 1:1 (п. 3:2) | «Сириус» (Желтые Воды)               |
| «Таврия» (Новотроицкое)        | 7:0          | Артания (Очаков)                     |
| «Нива» (Нечаяное)              | 0:1 (д.в.)   | «Черноморец-2» (Одесса)              |
| «Чайка» (Охотниково)           | 1:2 (д.в.)   | «Динамо» (Саки)                      |
| «Пищевик» (Белозерка)          | 0:1          | «Титан» (Армянск)                    |
| «Родина» (Первомайск)          | +:-          | «Шахтёр» (Горловка)                  |
| «Гарант» (Донецк)              | 2:3          | «Динамо» (Луганск)                   |
| «Дружба» (Бердянск)            | 0:0 (п. 3:4) | «Азовец» (Мариуполь)                 |

## 1/64 финала
Матчи состоялись 1 сентября 1994 года
| Команда 1                            | Счёт         | Команда 2                       |
| ------------------------------------ | ------------ | ------------------------------- |
| «Меховик» (Тысменица)                | 2:1          | «Буковина» (Черновцы)           |
| «Галичина» (Дрогобыч)                | 0:1          | «Прикарпатье» (Ивано-Франковск) |
| «Бескид» (Надворная)                 | 0:1          | «Закарпатье» (Ужгород)          |
| «Фетровик» (Хуст)                    | 1:0          | «Скала» (Стрый)                 |
| «Адвис» (Хмельницкий)                | 0:0 (п. 2:4) | «Химик» (Житомир)               |
| «Подшипник» (Луцк)                   | 2:0 (д.в.)   | ФК «Львов»                      |
| «Газовик» (Комарно)                  | 3:0          | «Карпаты» (Мукачево)            |
| «Лада» (Черновцы)                    | 0:3          | «Кристалл» (Чортков)            |
| «Шаг» (Житомир)                      | 0:4          | «Подолье» (Хмельницкий)         |
| «Керамик» (Барановка)                | 4:2          | «Рось» (Белая Церковь)          |
| «Химик-Нива-2» (Винница)             | 0:3          | «ЦСКА» (Киев)                   |
| «Смена-Оболонь» (Киев)               | 1:3          | «Борисфен» (Борисполь)          |
| «Нива» (Мироновка)                   | 1:2          | «Динамо-2» (Киев)               |
| «Локомотив» (Знаменка)               | 0:4          | «Звезда-НИБАС» (Кировоград)     |
| «Днестровец» (Белгород-Днестровский) | 0:4          | «Эвис» (Николаев)               |
| «Таврия» (Херсон)                    | 2:6          | СК «Одесса»                     |
| «Десна» (Чернигов)                   | 2:1          | «СБТС» (Сумы)                   |
| «Система-Борекс» (Бородянка)         | 3:2          | «Днепр» (Черкассы)              |
| «Авангард» (Мерефа)                  | 0:3          | «Ворскла» (Полтава)             |
| «Нефтехимик» (Кременчуг)             | 4:2          | «Металлист» (Харьков)           |
| «Металлург» (Кривой Рог)             | 1:2 (д.в.)   | «Явор» (Краснополье)            |
| «Нива-Виктор» (Новониколаевка)       | 1:0          | «Полиграфтехника» (Александрия) |
| «Таврия» (Новотроицкое)              | 0:1          | «Виктор» (Запорожье)            |
| «Черноморец-2» (Одесса)              | 1:0          | «Металлург» (Никополь)          |
| «Динамо» (Саки)                      | 2:0          | «Чайка» (Севастополь)           |
| «Титан» (Армянск)                    | 6:0          | «Металлург» (Керчь)             |
| «Родина» (Первомайск)                | 0:4          | «Сталь» (Алчевск)               |
| «Динамо» (Луганск)                   | 3:3 (п. 1:2) | «Химик» (Северодонецк)          |
| «Азовец» (Мариуполь)                 | 1:2          | «Медита» (Шахтёрск)             |
| «Шахтёр» (Павлоград)                 | 0:3          | «Бажановец» (Макеевка)          |
| «Авангард» (Ровеньки)                | 4:1          | «Шахтёр» (Стаханов)             |
| «Торпедо» (Мелитополь)               | 1:1 (п. 3:4) | «Мелиоратор» (Каховка)          |

## 1/32 финала
Матчи состоялись 5 сентября 1994 года
| Команда 1                      | Счёт           | Команда 2                       |
| ------------------------------ | -------------- | ------------------------------- |
| «Меховик» (Тысменица)          | 2:1            | «Прикарпатье» (Ивано-Франковск) |
| «Фетровик» (Хуст)              | 0:1            | «Закарпатье» (Ужгород)          |
| «Подшипник» (Луцк)             | 1:3 (д.в.)     | «Химик» (Житомир)               |
| «Газовик» (Комарно)            | 2:1            | «Кристалл» (Чортков)            |
| «Керамик» (Барановка)          | 2:1 (д.в.)     | «Подолье» (Хмельницкий)         |
| «ЦСКА» (Киев)                  | 1:3            | «Борисфен» (Борисполь)          |
| «Звезда-НИБАС» (Кировоград)    | 0:1            | «Динамо-2» (Киев)               |
| СК «Одесса»                    | 2:0 (д.в.)     | «Эвис» (Николаев)               |
| «Система-Борекс» (Бородянка)   | 1:0            | «Десна» (Чернигов)              |
| «Ворскла» (Полтава)            | 1:0            | «Нефтехимик» (Кременчуг)        |
| «Нива-Виктор» (Новониколаевка) | 0:0 (пен. 2:3) | «Явор» (Краснополье)            |
| «Виктор» (Запорожье)           | 2:0            | «Черноморец-2» (Одесса)         |
| «Титан» (Армянск)              | 1:1 (пен. 3:2) | «Динамо» (Саки)                 |
| «Химик» (Северодонецк)         | 0:1            | «Сталь» (Алчевск)               |
| «Медита» (Шахтёрск)            | 1:1 (пен. 5:3) | «Бажановец» (Макеевка)          |
| «Авангард» (Ровеньки)          | 4:1            | «Мелиоратор» (Каховка)          |

## Турнирная сетка
| 1/16 финала 26, 27 сентября, 14 ноября 1994 31 октября, 1, 5 ноября 1994 | 1/16 финала 26, 27 сентября, 14 ноября 1994 31 октября, 1, 5 ноября 1994 | 1/16 финала 26, 27 сентября, 14 ноября 1994 31 октября, 1, 5 ноября 1994 | 1/16 финала 26, 27 сентября, 14 ноября 1994 31 октября, 1, 5 ноября 1994 |  |                          | 1/8 финала 22 ноября 1994, 25 февраля 1995 27 ноября 1994, 1 марта 1995 | 1/8 финала 22 ноября 1994, 25 февраля 1995 27 ноября 1994, 1 марта 1995 | 1/8 финала 22 ноября 1994, 25 февраля 1995 27 ноября 1994, 1 марта 1995 | 1/8 финала 22 ноября 1994, 25 февраля 1995 27 ноября 1994, 1 марта 1995 |  |  | Четвертьфиналы 10 апреля 1995 17 апреля 1995 | Четвертьфиналы 10 апреля 1995 17 апреля 1995 | Четвертьфиналы 10 апреля 1995 17 апреля 1995 | Четвертьфиналы 10 апреля 1995 17 апреля 1995 |  |  | Полуфиналы 8 мая 1995 16 мая 1995 | Полуфиналы 8 мая 1995 16 мая 1995 | Полуфиналы 8 мая 1995 16 мая 1995 | Полуфиналы 8 мая 1995 16 мая 1995 |  |  | Финал 28 мая 1995        | Финал 28 мая 1995 |
| ------------------------------------------------------------------------ | ------------------------------------------------------------------------ | ------------------------------------------------------------------------ | ------------------------------------------------------------------------ |  | ------------------------ | ----------------------------------------------------------------------- | ----------------------------------------------------------------------- | ----------------------------------------------------------------------- | ----------------------------------------------------------------------- |  |  | -------------------------------------------- | -------------------------------------------- | -------------------------------------------- | -------------------------------------------- |  |  | --------------------------------- | --------------------------------- | --------------------------------- | --------------------------------- |  |  | ------------------------ | ----------------- |
|                                                                          |                                                                          |                                                                          |                                                                          |  |                          |                                                                         |                                                                         |                                                                         |                                                                         |  |  |                                              |                                              |                                              |                                              |  |  |                                   |                                   |                                   |                                   |  |  |                          |                   |
| «Виктор» (Запорожье)                                                     | 1                                                                        | 0                                                                        | 1                                                                        |  |                          |                                                                         |                                                                         |                                                                         |                                                                         |  |  |                                              |                                              |                                              |                                              |  |  |                                   |                                   |                                   |                                   |  |  |                          |                   |
| «Кривбасс» (Кривой Рог)                                                  | 4                                                                        | 7                                                                        | 11                                                                       |  |                          | «Кривбасс» (Кривой Рог)                                                 | 3                                                                       | 0                                                                       | 3                                                                       |  |  |                                              |                                              |                                              |                                              |  |  |                                   |                                   |                                   |                                   |  |  |                          |                   |
| «Явор» (Краснополье)                                                     | 0                                                                        | 0                                                                        | 0                                                                        |  | «Нива» (Тернополь)       | 0                                                                       | 4                                                                       | 4                                                                       |                                                                         |  |  |                                              |                                              |                                              |                                              |  |  |                                   |                                   |                                   |                                   |  |  |                          |                   |
| «Нива» (Тернополь)                                                       | 0                                                                        | 4                                                                        | 4                                                                        |  |                          |                                                                         |                                                                         |                                                                         |                                                                         |  |  | «Нива» (Тернополь)                           | 1                                            | 0                                            | 1                                            |  |  |                                   |                                   |                                   |                                   |  |  |                          |                   |
| «Ворскла» (Полтава)                                                      | 2                                                                        | 1                                                                        | 3                                                                        |  |                          |                                                                         |                                                                         |                                                                         |                                                                         |  |  | «Шахтёр» (Донецк)                            | 1                                            | 2                                            | 3                                            |  |  |                                   |                                   |                                   |                                   |  |  |                          |                   |
| «Волынь» (Луцк)                                                          | 0                                                                        | 2                                                                        | 2                                                                        |  |                          | «Ворскла» (Полтава)                                                     | 0                                                                       | 0                                                                       | 0                                                                       |  |  |                                              |                                              |                                              |                                              |  |  |                                   |                                   |                                   |                                   |  |  |                          |                   |
| «Система-Борекс» (Бородянка)                                             | 0                                                                        | 1                                                                        | 1                                                                        |  | «Шахтёр» (Донецк)        | 1                                                                       | 8                                                                       | 9                                                                       |                                                                         |  |  |                                              |                                              |                                              |                                              |  |  |                                   |                                   |                                   |                                   |  |  |                          |                   |
| «Шахтёр» (Донецк)                                                        | 3                                                                        | 2                                                                        | 5                                                                        |  |                          |                                                                         |                                                                         |                                                                         |                                                                         |  |  |                                              |                                              |                                              |                                              |  |  | «Шахтёр» (Донецк)                 | 1                                 | 1                                 | 2                                 |  |  |                          |                   |
| «Медита» (Шахтёрск)                                                      | 2                                                                        | 0                                                                        | 2                                                                        |  |                          |                                                                         |                                                                         |                                                                         |                                                                         |  |  |                                              |                                              |                                              |                                              |  |  | «Черноморец» (Одесса)             | 0                                 | 2                                 | 2                                 |  |  |                          |                   |
| «Черноморец» (Одесса)                                                    | 2                                                                        | 4                                                                        | 6                                                                        |  |                          | «Черноморец» (Одесса)                                                   | 2                                                                       | 1                                                                       | 3                                                                       |  |  |                                              |                                              |                                              |                                              |  |  |                                   |                                   |                                   |                                   |  |  |                          |                   |
| «Авангард» (Ровеньки)                                                    | 2                                                                        | 0                                                                        | 2                                                                        |  | «Кремень» (Кременчуг)    | 0                                                                       | 2                                                                       | 2                                                                       |                                                                         |  |  |                                              |                                              |                                              |                                              |  |  |                                   |                                   |                                   |                                   |  |  |                          |                   |
| «Кремень» (Кременчуг)                                                    | 2                                                                        | 5                                                                        | 7                                                                        |  |                          |                                                                         |                                                                         |                                                                         |                                                                         |  |  | «Черноморец» (Одесса)                        | 3                                            | 0                                            | 3                                            |  |  |                                   |                                   |                                   |                                   |  |  |                          |                   |
| «Сталь» (Алчевск)                                                        | 2                                                                        | 1                                                                        | 3                                                                        |  |                          |                                                                         |                                                                         |                                                                         |                                                                         |  |  | «Нива» (Винница)                             | 0                                            | 1                                            | 1                                            |  |  |                                   |                                   |                                   |                                   |  |  |                          |                   |
| «Заря-МАЛС» (Луганск)                                                    | 0                                                                        | 1                                                                        | 1                                                                        |  |                          | «Сталь» (Алчевск)                                                       | 1                                                                       | 0                                                                       | 1                                                                       |  |  |                                              |                                              |                                              |                                              |  |  |                                   |                                   |                                   |                                   |  |  |                          |                   |
| «Титан» (Армянск)                                                        | 2                                                                        | 1                                                                        | 3                                                                        |  | «Нива» (Винница)         | 0                                                                       | 2                                                                       | 2                                                                       |                                                                         |  |  |                                              |                                              |                                              |                                              |  |  |                                   |                                   |                                   |                                   |  |  |                          |                   |
| «Нива» (Винница)                                                         | 3                                                                        | 2                                                                        | 5                                                                        |  |                          |                                                                         |                                                                         |                                                                         |                                                                         |  |  |                                              |                                              |                                              |                                              |  |  |                                   |                                   |                                   |                                   |  |  | «Шахтёр» (Донецк)        | 1                 |
| «Газовик» (Комарно)                                                      | 0                                                                        | 0                                                                        | 0                                                                        |  |                          |                                                                         |                                                                         |                                                                         |                                                                         |  |  |                                              |                                              |                                              |                                              |  |  |                                   |                                   |                                   |                                   |  |  | «Днепр» (Днепропетровск) | 1                 |
| «Динамо» (Киев)                                                          | 2                                                                        | 2                                                                        | 4                                                                        |  |                          | «Динамо» (Киев)                                                         | 2                                                                       | 0                                                                       | 2                                                                       |  |  |                                              |                                              |                                              |                                              |  |  |                                   |                                   |                                   |                                   |  |  |                          |                   |
| «Химик» (Житомир)                                                        | 2                                                                        | 1                                                                        | 3                                                                        |  | «Торпедо» (Запорожье)    | 0                                                                       | 1                                                                       | 1                                                                       |                                                                         |  |  |                                              |                                              |                                              |                                              |  |  |                                   |                                   |                                   |                                   |  |  |                          |                   |
| «Торпедо» (Запорожье)                                                    | 0                                                                        | 4                                                                        | 4                                                                        |  |                          |                                                                         |                                                                         |                                                                         |                                                                         |  |  | «Динамо» (Киев)                              | 0                                            | 1                                            | 1                                            |  |  |                                   |                                   |                                   |                                   |  |  |                          |                   |
| «Меховик» (Тысменица)                                                    | 1                                                                        | 1                                                                        | 2                                                                        |  |                          |                                                                         |                                                                         |                                                                         |                                                                         |  |  | «Таврия» (Симферополь)                       | 1                                            | 2                                            | 3                                            |  |  |                                   |                                   |                                   |                                   |  |  |                          |                   |
| «Таврия» (Симферополь)                                                   | 1                                                                        | 3                                                                        | 4                                                                        |  |                          | «Таврия» (Симферополь)                                                  | 3                                                                       | 1                                                                       | 4                                                                       |  |  |                                              |                                              |                                              |                                              |  |  |                                   |                                   |                                   |                                   |  |  |                          |                   |
| «Закарпатье» (Ужгород)                                                   | 2                                                                        | 0                                                                        | 2                                                                        |  | «Карпаты» (Львов)        | 0                                                                       | 3                                                                       | 3                                                                       |                                                                         |  |  |                                              |                                              |                                              |                                              |  |  |                                   |                                   |                                   |                                   |  |  |                          |                   |
| «Карпаты» (Львов)                                                        | 1                                                                        | 3                                                                        | 4                                                                        |  |                          |                                                                         |                                                                         |                                                                         |                                                                         |  |  |                                              |                                              |                                              |                                              |  |  | «Таврия» (Симферополь)            | 1                                 | 0                                 | 1                                 |  |  |                          |                   |
| «Борисфен» (Борисполь)                                                   | 1                                                                        | 0                                                                        | 1                                                                        |  |                          |                                                                         |                                                                         |                                                                         |                                                                         |  |  |                                              |                                              |                                              |                                              |  |  | «Днепр» (Днепропетровск)          | 1                                 | 1                                 | 2                                 |  |  |                          |                   |
| «Верес» (Ровно)                                                          | 0                                                                        | 3                                                                        | 3                                                                        |  |                          | «Верес» (Ровно)                                                         | 1                                                                       | 0                                                                       | 1                                                                       |  |  |                                              |                                              |                                              |                                              |  |  |                                   |                                   |                                   |                                   |  |  |                          |                   |
| «Керамик» (Барановка)                                                    | 1                                                                        | 0                                                                        | 1                                                                        |  | «Темп» (Шепетовка)       | 0                                                                       | 2                                                                       | 2                                                                       |                                                                         |  |  |                                              |                                              |                                              |                                              |  |  |                                   |                                   |                                   |                                   |  |  |                          |                   |
| «Темп» (Шепетовка)                                                       | 0                                                                        | 2                                                                        | 2                                                                        |  |                          |                                                                         |                                                                         |                                                                         |                                                                         |  |  | «Темп» (Шепетовка)                           | 0                                            | 0                                            | 0                                            |  |  |                                   |                                   |                                   |                                   |  |  |                          |                   |
| СК «Одесса»                                                              | 1                                                                        | 1                                                                        | 2                                                                        |  |                          |                                                                         |                                                                         |                                                                         |                                                                         |  |  | «Днепр» (Днепропетровск)                     | 2                                            | 1                                            | 3                                            |  |  |                                   |                                   |                                   |                                   |  |  |                          |                   |
| «Металлург» (Запорожье)                                                  | 1                                                                        | 2                                                                        | 3                                                                        |  |                          | «Металлург» (Запорожье)                                                 | 1                                                                       | 0                                                                       | 1                                                                       |  |  |                                              |                                              |                                              |                                              |  |  |                                   |                                   |                                   |                                   |  |  |                          |                   |
| «Динамо-2» (Киев)                                                        | 3                                                                        | 1                                                                        | 4                                                                        |  | «Днепр» (Днепропетровск) | 3                                                                       | 1                                                                       | 4                                                                       |                                                                         |  |  |                                              |                                              |                                              |                                              |  |  |                                   |                                   |                                   |                                   |  |  |                          |                   |
| «Днепр» (Днепропетровск)                                                 | 1                                                                        | 4                                                                        | 5                                                                        |  |                          |                                                                         |                                                                         |                                                                         |                                                                         |  |  |                                              |                                              |                                              |                                              |  |  |                                   |                                   |                                   |                                   |  |  |                          |                   |

## 1/16 финала

### Результаты
Этап состоял из 2-х матчей. Первые игры состоялись 26—27 сентября, ответные — 31 октября—1 ноября 1994 года. Матчи между «Динамо» и «Газовиком» прошли 14 октября и 5 ноября 1994 года
| Команда 1                    | Итог | Команда 2                | 1-й матч | 2-й матч |
| ---------------------------- | ---- | ------------------------ | -------- | -------- |
| «Меховик» (Тысменица)        | 2:4  | «Таврия» (Симферополь)   | 1:1      | 1:3      |
| «Закарпатье» (Ужгород)       | 2:4  | «Карпаты» (Львов)        | 2:1      | 0:3      |
| «Химик» (Житомир)            | 3:4  | «Торпедо» (Запорожье)    | 2:0      | 1:4      |
| «Газовик» (Комарно)          | 0:4  | «Динамо» (Киев)          | 0:2      | 0:2      |
| «Керамик» (Барановка)        | 1:2  | «Темп» (Шепетовка)       | 1:0      | 0:2      |
| «Борисфен» (Борисполь)       | 1:3  | «Верес» (Ровно)          | 1:0      | 0:3      |
| «Динамо-2» (Киев)            | 4:5  | «Днепр» (Днепропетровск) | 3:1      | 1:4      |
| СК «Одесса»                  | 2:3  | «Металлург» (Запорожье)  | 1:1      | 1:2      |
| «Система-Борекс» (Бородянка) | 1:5  | «Шахтёр» (Донецк)        | 0:3      | 1:2      |
| «Ворскла» (Полтава)          | 3:2  | «Волынь» (Луцк)          | 2:0      | 1:2      |
| «Явор» (Краснополье)         | 0:4  | «Нива» (Тернополь)       | 0:0      | 0:4      |
| «Виктор» (Запорожье)         | 1:11 | «Кривбасс» (Кривой Рог)  | 0:4      | 1:7      |
| «Титан» (Армянск)            | 3:5  | «Нива» (Винница)         | 2:3      | 1:2      |
| «Сталь» (Алчевск)            | 3:1  | «Заря-МАЛС» (Луганск)    | 2:0      | 1:1      |
| «Медита» (Шахтёрск)          | 2:6  | «Черноморец» (Одесса)    | 2:2      | 0:4      |
| «Авангард» (Ровеньки)        | 2:7  | «Кремень» (Кременчуг)    | 2:2      | 0:5      |

#### Первые матчи
| «Медита» (Шахтёрск)               | 2:2             | «Черноморец» (Одесса)     |
| --------------------------------- | --------------- | ------------------------- |
| Андрощук 4′ · Гончаров 30′ (пен.) | протокол (укр.) | 75′ Кулик · 82′ Щекотилин |

| «Динамо-2» (Киев)             | 3:1             | «Днепр» (Днепропетровск) |
| ----------------------------- | --------------- | ------------------------ |
| Гусин 41′ · Шевченко 52′, 75′ | протокол (укр.) | 51′ (пен.) Багмут        |

| «Закарпатье» (Ужгород)         | 2:1             | «Карпаты» (Львов) |
| ------------------------------ | --------------- | ----------------- |
| Барон 59′ · Васютик 90′ (пен.) | протокол (укр.) | 58′ Маковей       |

| «Керамик» (Барановка) | 1:0             | «Темп» (Шепетовка) |
| --------------------- | --------------- | ------------------ |
| Цивчик 36′            | протокол (укр.) |                    |

| СК «Одесса»   | 1:1             | «Металлург» (Запорожье) |
| ------------- | --------------- | ----------------------- |
| Головачук 60′ | протокол (укр.) | 70′ Богатырь            |

| «Ворскла» (Полтава)           | 2:0             | «Волынь» (Луцк) |
| ----------------------------- | --------------- | --------------- |
| Ляшенко 40′ · Матвейченко 71′ | протокол (укр.) |                 |

| «Борисфен» (Борисполь) | 1:0             | «Верес» (Ровно) |
| ---------------------- | --------------- | --------------- |
| Волосянко 45′          | протокол (укр.) |                 |

| «Система-Борекс» (Бородянка) | 0:3             | «Шахтёр» (Донецк)                            |
| ---------------------------- | --------------- | -------------------------------------------- |
|                              | протокол (укр.) | 5′ Бабий · 34′ Воскобойник · 77′ Столовицкий |

| «Явор» (Краснополье) | 0:0             | «Нива» (Тернополь) |
| -------------------- | --------------- | ------------------ |
|                      | протокол (укр.) |                    |

| «Виктор» (Запорожье) | 0:4             | «Кривбасс» (Кривой Рог)                                |
| -------------------- | --------------- | ------------------------------------------------------ |
|                      | протокол (укр.) | 53′ Пантилов · 60′ Громов · 81′ Фокин · 85′ Гончаренко |

| «Авангард» (Ровеньки)   | 2:2             | «Кремень» (Кременчуг)      |
| ----------------------- | --------------- | -------------------------- |
| Зайнулин 68′ · Шило 79′ | протокол (укр.) | 38′ Федьков · 53′ Корпонай |

| «Меховик» (Тысменица) | 1:1             | «Таврия» (Симферополь) |
| --------------------- | --------------- | ---------------------- |
| Петрик 84′ (пен.)     | протокол (укр.) | 81′ Махонин            |

| «Титан» (Армянск)                   | 2:3             | «Нива» (Винница)       |
| ----------------------------------- | --------------- | ---------------------- |
| Борисенко 5′ · Никофоров 43′ (пен.) | протокол (укр.) | 18′, 25′, 53′ Нагорняк |

| «Сталь» (Алчевск)             | 2:0             | «Заря-МАЛС» (Луганск) |
| ----------------------------- | --------------- | --------------------- |
| Манько 39′ · Чайка 43′ (пен.) | протокол (укр.) |                       |

| «Химик» (Житомир)           | 2:0             | «Торпедо» (Запорожье) |
| --------------------------- | --------------- | --------------------- |
| Софилканич 23′ · Шумило 73′ | протокол (укр.) |                       |

| «Газовик» (Комарно) | 0:2             | «Динамо» (Киев)     |
| ------------------- | --------------- | ------------------- |
|                     | протокол (укр.) | 3′, 30′ Джишкариани |

#### Ответные матчи
| «Днепр» (Днепропетровск)                     | 4:1             | «Динамо-2» (Киев) |
| -------------------------------------------- | --------------- | ----------------- |
| Коновалов 32′, 35′ · Финкель 34′ · Котюк 78′ | протокол (укр.) | 15′ Шевченко      |

| «Черноморец» (Одесса)                            | 4:0             | «Медита» (Шахтёрск) |
| ------------------------------------------------ | --------------- | ------------------- |
| Жабченко 26′ · Парахневич 62′, 87′ · Горшков 89′ | протокол (укр.) |                     |

| «Карпаты» (Львов)               | 3:0             | «Закарпатье» (Ужгород) |
| ------------------------------- | --------------- | ---------------------- |
| Покладок 46′, 74′ · Шумский 57′ | протокол (укр.) |                        |

| «Темп» (Шепетовка)        | 2:0             | «Керамик» (Барановка) |
| ------------------------- | --------------- | --------------------- |
| Капанадзе 34′, 51′ (пен.) | протокол (укр.) |                       |

| «Металлург» (Запорожье)    | 2:1             | СК «Одесса» |
| -------------------------- | --------------- | ----------- |
| Липский 47′ · Лучкевич 64′ | протокол (укр.) | 60′ Авдеев  |

| «Волынь» (Луцк)                 | 2:1             | «Ворскла» (Полтава) |
| ------------------------------- | --------------- | ------------------- |
| Круковец 27′ (пен.) · Дикий 84′ | протокол (укр.) | 24′ Толстов         |

| «Верес» (Ровно)                            | 3:0             | «Борисфен» (Борисполь) |
| ------------------------------------------ | --------------- | ---------------------- |
| Закотюк 49′ · Паляница 87′ · Шапоренко 90′ | протокол (укр.) |                        |

| «Шахтёр» (Донецк)     | 2:1             | «Система-Борекс» (Бородянка) |
| --------------------- | --------------- | ---------------------------- |
| Грачёв 6′ · Зубов 42′ | протокол (укр.) | 67′ Миколаенко               |

| «Нива» (Тернополь)                                                      | 4:0             | «Явор» (Краснополье) |
| ----------------------------------------------------------------------- | --------------- | -------------------- |
| Демьянчук 13′ · Рудницкий 35′ (пен.) · Николайчук 37′ · Прохоренков 89′ | протокол (укр.) |                      |

| «Кривбасс» (Кривой Рог)                                                         | 7:1             | «Виктор» (Запорожье) |
| ------------------------------------------------------------------------------- | --------------- | -------------------- |
| Яковенко 15′, 26′ · Мальцев 22′, 55′, 59′ · Пантилов 73′ (пен.) · Куриленко 76′ | протокол (укр.) | 10′ Косенко          |

| «Кремень» (Кременчуг)                                     | 5:0             | «Авангард» (Ровеньки) |
| --------------------------------------------------------- | --------------- | --------------------- |
| Федьков 11′, 50′, 70′ · А. Корпонай 22′ · И. Корпонай 84′ | протокол (укр.) |                       |

| «Таврия» (Симферополь)          | 3:1             | «Меховик» (Тысменица) |
| ------------------------------- | --------------- | --------------------- |
| Антюхин 23′, 63′ · Кунденок 52′ | протокол (укр.) | 64′ Русак             |

| «Нива» (Винница) | 2:1             | «Титан» (Армянск) |
| ---------------- | --------------- | ----------------- |
| Нагорняк 7′, 65′ | протокол (укр.) | 11′ Никофоров     |

| «Заря-МАЛС» (Луганск) | 1:1             | «Сталь» (Алчевск) |
| --------------------- | --------------- | ----------------- |
| Гридюшко 49′          | протокол (укр.) | 71′ Манько        |

| «Торпедо» (Запорожье)                                             | 4:1             | «Химик» (Житомир) |
| ----------------------------------------------------------------- | --------------- | ----------------- |
| Горобец 10′ · Гузенко 28′ (пен.) · Бондаренко 50′ · Ралюченко 65′ | протокол (укр.) | 57′ Комзюк        |

| «Динамо» (Киев)     | 2:0             | «Газовик» (Комарно) |
| ------------------- | --------------- | ------------------- |
| Михайленко 58′, 68′ | протокол (укр.) |                     |

## 1/8 финала
Этап состоял из 2-х матчей. Первые игры состоялись 22 ноября, ответные — 27 ноября 1994 года. Матчи между «Динамо» и «Торпедо» прошли 25 февраля и 1 марта 1995 года
| Команда 1               | Итог | Команда 2                | 1-й матч | 2-й матч |
| ----------------------- | ---- | ------------------------ | -------- | -------- |
| «Таврия» (Симферополь)  | 4:3  | «Карпаты» (Львов)        | 3:0      | 1:3      |
| «Динамо» (Киев)         | 2:1  | «Торпедо» (Запорожье)    | 2:0      | 0:1      |
| «Верес» (Ровно)         | 1:2  | «Темп» (Шепетовка)       | 1:0      | 0:2      |
| «Металлург» (Запорожье) | 1:4  | «Днепр» (Днепропетровск) | 1:3      | 0:1      |
| «Ворскла» (Полтава)     | 0:9  | «Шахтёр» (Донецк)        | 0:1      | 0:8      |
| «Кривбасс» (Кривой Рог) | 3:4  | «Нива» (Тернополь)       | 3:0      | 0:4      |
| «Сталь» (Алчевск)       | 1:2  | «Нива» (Винница)         | 1:0      | 0:2      |
| «Черноморец» (Одесса)   | 3:2  | «Кремень» (Кременчуг)    | 2:0      | 1:2      |

### Первые матчи
| «Металлург» (Запорожье) | 1:3             | «Днепр» (Днепропетровск)                 |
| ----------------------- | --------------- | ---------------------------------------- |
| Ванин 8′                | протокол (укр.) | 2′ Максимов · 4′ Финкель · 10′ Похлебаев |

| «Черноморец» (Одесса)  | 2:0             | «Кремень» (Кременчуг) |
| ---------------------- | --------------- | --------------------- |
| Гусейнов 36′ · Сак 57′ | протокол (укр.) |                       |

| «Таврия» (Симферополь)                | 3:0             | «Карпаты» (Львов) |
| ------------------------------------- | --------------- | ----------------- |
| Волков 27′ · Гайдаш 65′ · Антюхин 90′ | протокол (укр.) |                   |

| «Верес» (Ровно) | 1:0             | «Темп» (Шепетовка) |
| --------------- | --------------- | ------------------ |
| Филимонов 80′   | протокол (укр.) |                    |

| «Ворскла» (Полтава) | 0:1             | «Шахтёр» (Донецк) |
| ------------------- | --------------- | ----------------- |
|                     | протокол (укр.) | 69′ Беличенко     |

| «Сталь» (Алчевск) | 1:0             | «Нива» (Винница) |
| ----------------- | --------------- | ---------------- |
| Чайка 80′ (пен.)  | протокол (укр.) |                  |

| «Кривбасс» (Кривой Рог) | 3:0             | «Нива» (Тернополь) |
| ----------------------- | --------------- | ------------------ |
| Ниченко 12′, 45′, 47′   | протокол (укр.) |                    |

| «Динамо» (Киев)                    | 2:0             | «Торпедо» (Запорожье) |
| ---------------------------------- | --------------- | --------------------- |
| Коновалов 4′ · Шевченко 61′ (пен.) | протокол (укр.) |                       |

### Ответные матчи
| «Днепр» (Днепропетровск) | 1:0             | «Металлург» (Запорожье) |
| ------------------------ | --------------- | ----------------------- |
| Коновалов 60′            | протокол (укр.) |                         |

| «Кремень» (Кременчуг)       | 2:1             | «Черноморец» (Одесса) |
| --------------------------- | --------------- | --------------------- |
| Федьков 38′ · Казмирчук 72′ | протокол (укр.) | 17′ Гашкин            |

| «Карпаты» (Львов)              | 3:1             | «Таврия» (Симферополь) |
| ------------------------------ | --------------- | ---------------------- |
| Ризнык 61′, 78′ · Покладок 73′ | протокол (укр.) | 7′ Головко             |

| «Темп» (Шепетовка)          | 2:0             | «Верес» (Ровно) |
| --------------------------- | --------------- | --------------- |
| Капанадзе 21′ · Гомонов 75′ | протокол (укр.) |                 |

| «Шахтёр» (Донецк)                                                                      | 8:0             | «Ворскла» (Полтава) |
| -------------------------------------------------------------------------------------- | --------------- | ------------------- |
| Матвеев 10′, 26′, 40′, 42′ · Левчук 57′ (авт.) · Грачёв 64′ (пен.), 73′ · Ателькин 86′ | протокол (укр.) |                     |

| «Нива» (Винница)             | 2:0             | «Сталь» (Алчевск) |
| ---------------------------- | --------------- | ----------------- |
| Лактионов 70′ · Охримчук 84′ | протокол (укр.) |                   |

| «Нива» (Тернополь)                       | 4:0             | «Кривбасс» (Кривой Рог) |
| ---------------------------------------- | --------------- | ----------------------- |
| Прохоренков 16′ · Яворский 19′, 59′, 81′ | протокол (укр.) |                         |

| «Торпедо» (Запорожье) | 1:0             | «Динамо» (Киев) |
| --------------------- | --------------- | --------------- |
| Черкун 3′             | протокол (укр.) |                 |

## Четвертьфиналы
Этап состоял из 2-х матчей. Первые игры состоялись 10 апреля, ответные — 17 апреля 1995 года.
| Команда 1             | Итог | Команда 2                | 1-й матч | 2-й матч |
| --------------------- | ---- | ------------------------ | -------- | -------- |
| «Динамо» (Киев)       | 1:3  | «Таврия» (Симферополь)   | 0:1      | 1:2      |
| «Темп» (Шепетовка)    | 0:3  | «Днепр» (Днепропетровск) | 0:2      | 0:1      |
| «Нива» (Тернополь)    | 1:3  | «Шахтёр» (Донецк)        | 1:1      | 0:2      |
| «Черноморец» (Одесса) | 3:1  | «Нива» (Винница)         | 3:0      | 0:1      |

### Первые матчи
| «Нива» (Тернополь)  | 1:1             | «Шахтёр» (Донецк) |
| ------------------- | --------------- | ----------------- |
| Яворский 43′ (пен.) | протокол (укр.) | 53′ Матвеев       |

| «Черноморец» (Одесса)           | 3:0             | «Нива» (Винница) |
| ------------------------------- | --------------- | ---------------- |
| Кардаш 11′ · Мусолитин 74′, 81′ | протокол (укр.) |                  |

| «Динамо» (Киев) | 0:1             | «Таврия» (Симферополь) |
| --------------- | --------------- | ---------------------- |
|                 | протокол (укр.) | 73′ Антюхин            |

| «Темп» (Шепетовка) | 0:2             | «Днепр» (Днепропетровск)   |
| ------------------ | --------------- | -------------------------- |
|                    | протокол (укр.) | 20′ Москвин · 85′ Чуйченко |

### Ответные матчи
| «Шахтёр» (Донецк)               | 2:0             | «Нива» (Тернополь) |
| ------------------------------- | --------------- | ------------------ |
| Петров 38′ (пен.) · Осташов 75′ | протокол (укр.) |                    |

| «Нива» (Винница) | 1:0             | «Черноморец» (Одесса) |
| ---------------- | --------------- | --------------------- |
| Голоколосов 71′  | протокол (укр.) |                       |

| «Таврия» (Симферополь)  | 2:1             | «Динамо» (Киев) |
| ----------------------- | --------------- | --------------- |
| Опарин 3′ · Головко 69′ | протокол (укр.) | 87′ Ребров      |

| «Днепр» (Днепропетровск) | 1:0             | «Темп» (Шепетовка) |
| ------------------------ | --------------- | ------------------ |
| Паляница 49′             | протокол (укр.) |                    |

## Полуфиналы
Этап состоял из 2-х матчей. Первые игры состоялись 8 мая, ответные — 16 мая 1995 года.
| Команда 1              | Итог | Команда 2                | 1-й матч | 2-й матч |
| ---------------------- | ---- | ------------------------ | -------- | -------- |
| «Таврия» (Симферополь) | 1:2  | «Днепр» (Днепропетровск) | 1:1      | 0:1      |
| «Шахтёр» (Донецк)      | 2:2  | «Черноморец» (Одесса)    | 1:0      | 1:2      |

### Первые матчи
| «Шахтёр» (Донецк) | 1:0             | «Черноморец» (Одесса) |
| ----------------- | --------------- | --------------------- |
| Кривенцов 18′     | протокол (укр.) |                       |

| «Таврия» (Симферополь) | 1:1             | «Днепр»      |
| ---------------------- | --------------- | ------------ |
| Пятенко 43′            | протокол (укр.) | 69′ Паляница |

### Ответные матчи
| «Черноморец» (Одесса)       | 2:1             | «Шахтёр»   |
| --------------------------- | --------------- | ---------- |
| Жабченко 60′ · Гусейнов 66′ | протокол (укр.) | 20′ Петров |

| «Днепр» (Днепропетровск) | 1:0             | «Таврия» (Симферополь) |
| ------------------------ | --------------- | ---------------------- |
| Багмут 54′               | протокол (укр.) |                        |

## Финал
Финальный матч состоялся 28 мая 1995 года в Киеве на Республиканском стадионе
| «Шахтёр» (Донецк)                                             | 1:1 (доп. вр.)  | «Днепр» (Днепропетровск)                                            |
| ------------------------------------------------------------- | --------------- | ------------------------------------------------------------------- |
| Петров 78′                                                    | протокол (укр.) | 23′ Захаров                                                         |
| Пенальти                                                      |                 |                                                                     |
| Петров · Матвеев · Кривенцов · Бабий · Орбу · Леонов · Коваль | 7:6             | Скрипник · Багмут · Дирявка · Полунин · Ковалец · Горилый · Финкель |

| Обладатель Кубка Украины 1994/95 |
| -------------------------------- |
| «Шахтёр» (Донецк) 1-й титул      |

## Лучшие бомбардиры
| Место | Игрок              | Клуб                     | Матчи | Голы (пен.) |
| ----- | ------------------ | ------------------------ | ----- | ----------- |
| 1     | Андрей Шевченко    | Динамо К, Динамо-2       | 8     | 6           |
| 2     | Сергей Нагорняк    | Нива В                   | 4     | 5           |
| 3     | Андрей Федьков     | Кремень                  | 4     | 5           |
| 4     | Андрей Никифоров   | Титан, Нива В            | 7     | 5 (2)       |
| 5     | Олег Матвеев       | Шахтёр                   | 9     | 5           |
| 6     | Игорь Яворский     | Нива Т                   | 4     | 4 (1)       |
| 7     | Владимир Цивчик    | Керамик                  | 5     | 4           |
| 8     | Алексей Антюхин    | Таврия С                 | 8     | 4           |
| 9     | Сергей Коновалов   | Днепр Д, Динамо К        | 8     | 4           |
| 10    | Владимир Мусолитин | Черноморец-2, Черноморец | 10    | 4           |